# استان وینیتسیا
استان وینیتسیا (اوکراینی: Вінницька область), منطقه وینیتسیا (اوکراینی: Вінниччина) — واحد اداری-سرزمینی در مرکز اوکراین.  مرکز اداری و بزرگترین شهر وینیتسیا می باشد، شهرهای بزرگ آن همانند ژمرینکا ، موگیلف-پودولسکی، خمیلنیک، گایسن، کازاتین، لادیژین، کالینوکا.
منطقه وینیتسیا در تاریخ ۲۷ فوریه ۱۹۳۲ ایجاد شد.  از نظر تاریخی، قبل از این ناحیه، قسمتی از شهرستان‌های استان پودولسک موجود بود.